# Puente de las Ochocientas Varas

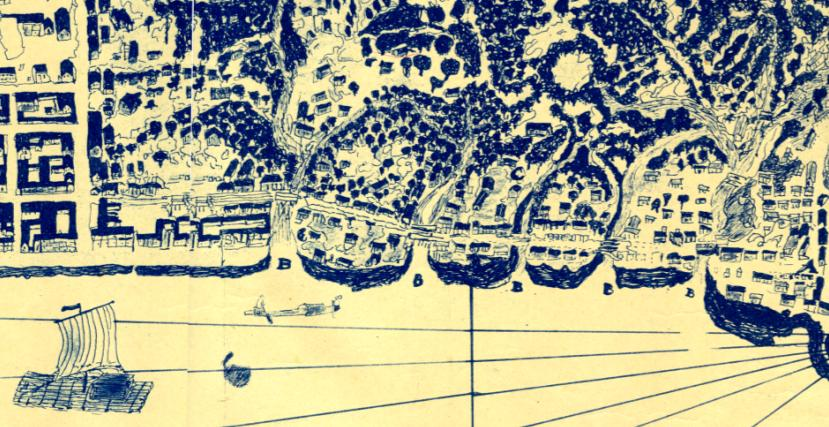
Detalle del plano de Ramón García de León y Pizarro de 1772 en donde se muestra el Puente de las Ochocientas Varas

El Puente de las Ochocientas Varas fue un importante puente en Guayaquil que unía a los antiguos sectores de Ciudad Vieja y Ciudad Nueva en las épocas colonial, independentista, grancolombiana, y ecuatoriano temprana. El puente -según la descripción de varios historiadores- tenía una longitud aproximada de 800 varas castellanas y fue construido con madera guayacán y guachapelí.
Al principio de la edificación en 1705 era un complejo de cinco puentes que sorteaban diferentes esteros, pero luego se unificaron como parte de un programa de amurallamientos. Según algunos historiadores, este puente fue el más largo del mundo en su época de construcción.
El puente estaba ubicado en el Barrio del Baxo, que actualmente comprende la parte nororiental del centro urbano de Guayaquil. 

## Ubicación geográfica

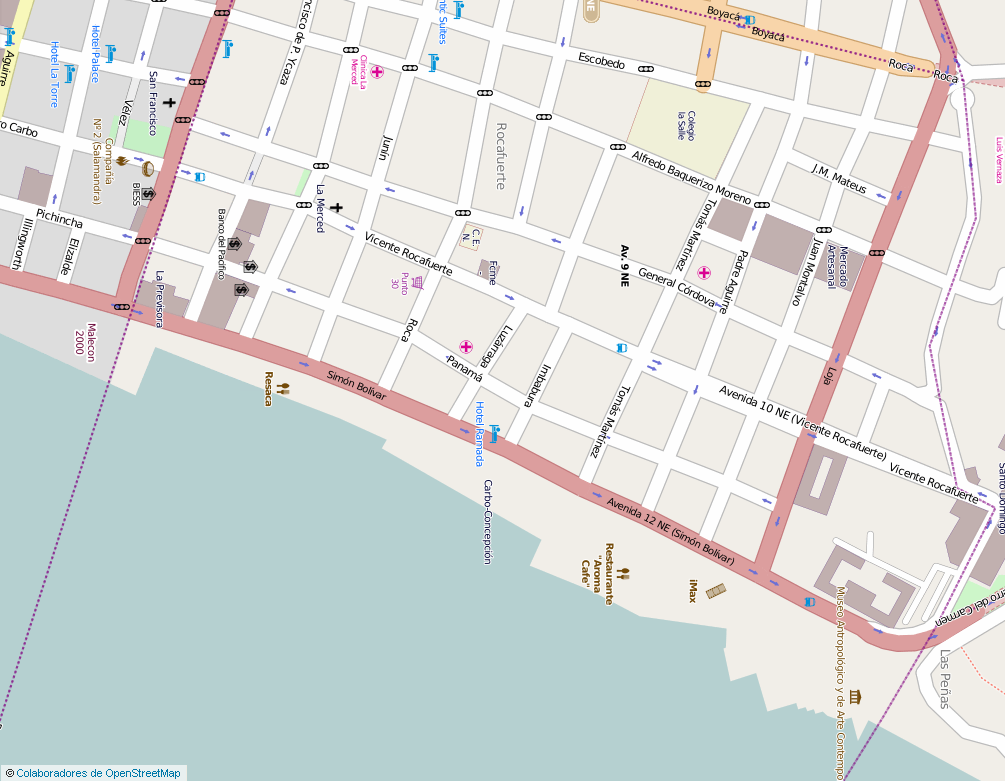
Plano parcial del centro de Guayaquil, en la cual se aprecia la calle Panamá en la cual se asentaba el Puente de las Ochocientas Varas.

El Puente de las Ochocientas Varas estaba ubicado en el denominado Barrio del Bajo (o Barrio del Baxo), el cual era el espacio intermedio entre Ciudad Nueva y Ciudad Vieja, y estaba segmentado por cinco esteros. El Barrio del Bajo se encontraba en lo que actualmente es la parroquia Carbo-Concepción. 
En Ciudad Nueva, la última calle que colindaba con el río era la Calle Real, la cual al entrar en el Barrio del Bajo adoptaba el nombre de la Calle de los Puentes -debido a que al principio eran cinco puentes previo a la unificación. La Calle Real corresponde a la actual calle Pichincha, mientras que la Calle de los Puentes y el Puente de las Ochocientas Varas corresponden a la actual calle Panamá.
Este complejo de puentes -y posterior puente unificado- iniciaban en el norte desde antes del estero de Villamar (actual calle Loja), y terminaban en el sur, cerca de la actual calle Francisco de P. Icaza.

## Descripción

Plano de Guayaquil en 1741 por Paulus Minguet. Se muestra detalles inexactos de Ciudad Nueva y Ciudad Vieja. En este plano consta la descripción el Puente de las Ochocientas Varas sobre los cinco esteros del Barrio del Baxo.

La disposición del cabildo guayaquileño en 1710 fue la de unificar los puentes existentes en la zona con el objetivo de conformar una sola estructura de madera guayacán y guachapelí. El puente -según la ordenanza- tendría 2 varas de ancho y 800 varas de largo, con doble pasamano construido en madera de roble. La descripción aparece en la obra "Compendio Histórico de la Provincia, Partidos, Ciudades, Astilleros, Ríos y Puerto de Guayaquil en las Costas del Mar del Sur" hecha por el padre Jacinto Morán de Butrón y publicada erróneamente con autoría de don Dionisio de Alcedo Herrera en 1740.
En 1764 la obra "Descripción Histórico-Topográfica de la Provincia de Quito, de la Compañía de Jesús" por el padre Mario Cicala presenta una descripción del puente semejante a la del padre Morán de Butrón, en la cual se habla del puente estando sustentado en un entablado de 300 arcos, con una luz entre puntal y puntal de 10 palmos, dando así una extensión de 375 canas italianas lo que equivale aproximadamente a 800 varas, dando concordancia con la descripción anterior. Según Cicala, en ciertos sectores el puente subía de nivel quedando a 2 metros del suelo para soportar inundaciones en la época invernal; como tal, el puente tuvo distintos niveles a los que se accedía por escalones y permitían libre y cómoda circulación de dos personas en direcciones opuestas.
El capitán de la Reales Guardias Españolas, don Antonio de Alcedo, en 1787 hace referencia al puente en la página 331 del tomo II de su obra "Diccionario Geográfico-Histórico de las Indias Occidentales o América", en la cual detalla que: "...la ciudad se trasladó el año de 1693 al paraje donde está, y, por haberse aumentado considerablemente su vecindario se unió a la parte antigua, pues eran como dos barrios separados que se comunicaron por un puente de madera de 800 varas de largo, para salvar los esteros que inundan estos terrenos en el invierno".
En 1831 fue publicado en Barcelona el tomo 4 del "Diccionario Geográfico Universal" por la imprenta de José Torner, en la cual se establecía que la ciudad de Guayaquil estaba en aquella época conformada por 2 núcleos poblacionales unidos por un gran puente de 800 varas castellanas que no había dañado por el Fuego Grande de 1764.

## Historia
Los constantes ataques piratas e incendios de la cual Guayaquil era víctima hicieron tomar la rápida decisión de mudar al poblado a un nuevo emplazamiento. Para 1693, Guayaquil consigue los permisos necesarios de las autoridades y empezó a mudarse al sector denominado La Sabaneta cerca del Puerto de Casones (lugar utilizado por los pescadores de la urbe).
Al nuevo emplazamiento se lo denominó como Ciudad Nueva. La construcción de la urbe en ese lugar se dio bajo el clásico trazado de damero, el cual estaba contemplado en la Ley de Indias para la construcción de ciudades. Las autoridades locales dispusieron el traslado paulatino de las familias que permanecían en el anterior emplazamiento -en el cerro Santa Ana y La Planchada-. Sin embargo, muchos moradores se negaron a abandonar sus viviendas en aquel sector.
Aquel emplazamiento rústico pasó a constituir la denominada Ciudad Vieja y así la ciudad empezó a crecer en dos polos. 
Los dos emplazamientos de Guayaquil estaban separados por una serie de esteros del río de Guayaquil (actual río Guayas) que atravesaban una zona anegadiza en el invierno (época lluviosa) debido a inundaciones y en la cual se levantaban casas irregulares que conformaban el denominado Barrio del Bajo. 
La difícil comunicación de ambos polos de crecimiento urbanístico condujo a que el cabildo colonial tome la disposición de construir una serie de cinco puentes que crucen los esteros del Barrio del Bajo, y creen un fácil acceso entre ambos emplazamientos. 
El 11 de diciembre de 1705 por parte del procurador general de la ciudad se dictó una disposición mediante la cual se ordenaría la construcción de los puentes so pretexto de una mejor forma de administrar la "Real Justicia y los Santos Sacramentos", con el objetivo final de que no se aíslen las poblaciones de esos servicios.
La erección de los puentes tuvo la intervención de oficiales designados por la procuraduría, albañiles y carpinteros contratados, y de pobladores locales voluntarios. Los cinco puentes atravesaron los esteros de Villamar, de Junco, de Campos, de Morillo, y de Lázaro. Los puentes sirvieron durante gran parte de lo que restaba del período colonial, en la época independentista, en la época grancolombiana y en la época ecuatoriana temprana. 
El cabildo guayaquileño a inicios de 1710, como parte del programa de amurallamientos realizado por parte del general don Jerónimo de Boza y Solís, ordenó la unificación de los puentes levantados por el Barrio del Bajo, dando lugar a la creación del denominado Puente de las Ochocientas Varas, el cual sobrevivió hasta su desaparición parcial en 1910, y definitiva en 1920 con el relleno de los ramales de aguas.